# Oplognathus kirbyi
Oplognathus kirbyi is een keversoort uit de familie bladsprietkevers (Scarabaeidae). De wetenschappelijke naam van de soort is voor het eerst geldig gepubliceerd in 1819 door MacLeay.